# «Спартак». Действующие лица и… болельщики
«„Спартак“: действующие лица… и болельщики» — советский документальный фильм 1985 года режиссёров Ильи Гутмана и Иосифа Пастернака, снятый на Центральной студии документальных фильмов.

## Сюжет
Фильм посвящён истории и сегодняшнему дню спортивного общества профсоюзов «Спартак».

## Над фильмом работали
- Режиссёры: Илья Гутман, Иосиф Пастернак
- Автор сценария: Евгений Богатырёв
- Операторы: Владимир Головня, Виктор Доброницкий
- Директор картины: Наталья Желтухина